# マルゲリータ・ディ・サヴォイア (バルレッタ＝アンドリア＝トラーニ県)
マルゲリータ・ディ・サヴォイア（イタリア語: Margherita di Savoia）は、イタリア共和国プッリャ州バルレッタ＝アンドリア＝トラーニ県にある、人口約1万2000人の基礎自治体（コムーネ）。
イタリア最大規模の塩田であるマルゲリータ・ディ・サヴォイア塩田の所在地である。また、温泉地としても知られ、海水浴場を有するリゾート地である。

## 名称
この町の名は、イタリア王国のマルゲリータ王妃（ウンベルト1世の妃、1851年 - 1926年）に因んでいる。もともとは、塩田（saline）に因んでサリーネ・ディ・バルレッタ（Saline di Barletta）と呼ばれていた。
標準イタリア語以外の言語では以下の名を持つ。
- イタリア語バーリ方言（イタリア語版）: I Saléne [4]

## 地理

### 位置・広がり
バルレッタ＝アンドリア＝トラーニ県北部のコムーネで、アドリア海に面する。県都の一つアンドリアの北西約20km、フォッジャの東南東約52km、州都バーリの西北西約66kmに位置する。

#### 隣接コムーネ
隣接するコムーネは以下の通り。FGはフォッジャ県所属を示す。
- バルレッタ - 南東
- トリニターポリ - 南西
- ザッポネータ (FG) - 北西

- 塩田
- ビーチ

## 歴史
1879年、この町はマルゲリータ王妃（マルゲリータ・ディ・サヴォイア＝ジェノヴァ）に因み、マルゲリータ・ディ・サヴォイアに改称した。
2004年にバルレッタ＝アンドリア＝トラーニ県が設置（自治体としての発足は2009年）されると、フォッジャ県から移された。

## 文化・観光
町の観光の目玉は温泉であり、塩田母液を引いた温泉泥浴を楽しむ近代的な温泉設備がある。また長い砂浜はビーチとなっている。
16世紀にある塩の倉庫 Torre delle Saline を利用した、塩田博物館がある。

## 自然・環境
マルゲリータ・ディ・サヴォイア塩田は、1977年にイタリア共和国の自然保護区の「マルゲリータ・ディ・サヴォイア塩田自然保護区」に指定された。1979年にはラムサール条約の定める「国際的に重要な湿地」に登録されている。イタリアのラムサール条約登録地一覧も参照。